# Caleb Sturgis
(en) Statistiques sur pro-football-reference
Caleb Sturgis (né le 9 août 1989 à Saint Augustine en Floride) est un joueur américain de football américain évoluant à la poste de kicker.

## Biographie
Il a joué au niveau universitaire pour les Gators de l'Université de Floride. Une saison limitée par une blessure en 2010 lui permet d'obtenir une dérogation et de jouer une cinquième saison à l'université.
Il est sélectionné par les Dolphins de Miami lors de la draft 2013 de la NFL, au 166e rang. Il est le premier des deux kickers choisis durant cette draft. Il joue deux saisons avec les Dolphins, puis est libéré avant le début de la saison 2015 au profit du débutant Andrew Franks. Le 28 septembre 2015, il signe avec les Eagles de Philadelphie afin de remplacer Cody Parkey qui est blessé.
Lors de la saison 2017, il se blesse au premier match de la saison, contre les Redskins de Washington. Il passe le restant de la saison dans la liste des blessés et voit son équipe remporter le Super Bowl LII contre les Patriots de la Nouvelle-Angleterre.
Le 16 mars 2018, il signe un contrat de deux ans avec les Chargers de Los Angeles. Il est libéré le 5 novembre 2018 après un match la veille où il a manqué un field goal et deux conversions d'un point.

## Statistiques
| Année  | Équipe   | MJ     |        | Field goals | Field goals | Field goals | Field goals |         | Extra Points | Extra Points | Extra Points |      | Punt | Punt | Punt |
| Année  | Équipe   | MJ     | Tentés | Réussis     | %           | Long        | Tentés      | Réussis | %            | Tentés       | Yards        | Moy. |      |      |      |
| 2013   | Dolphins | 16     | 34     | 26          | 76,5        | 54          | 33          | 33      | 100          |              |              |      |      |      |      |
| 2014   | Dolphins | 16     | 37     | 29          | 78,4        | 53          | 41          | 41      | 100          |              |              |      |      |      |      |
| 2015   | Eagles   | 13     | 22     | 18          | 81,8        | 53          | 37          | 35      | 94,6         |              |              |      |      |      |      |
| 2016   | Eagles   | 16     | 41     | 35          | 85,4        | 55          | 31          | 30      | 96,8         |              |              |      |      |      |      |
| 2017   | Eagles   | 1      | 3      | 3           | 100         | 50          | 2           | 1       | 50           |              |              |      |      |      |      |
| 2018   | Chargers | 6      | 13     | 9           | 69,2        | 49          | 15          | 9       | 60           | 1            | 24           | 24   |      |      |      |
| Totaux | Totaux   | Totaux | 150    | 120         | 80          | 55          | 159         | 149     | 93,7         | 1            | 24           | 24   |      |      |      |